# Vienne (departement)
Vienne (86) is een Frans departement, gelegen in de regio Nouvelle-Aquitaine.

## Geschiedenis
Het departement was een van de 83 departementen die werden gecreëerd tijdens de Franse Revolutie, op 4 maart 1790 door uitvoering van de wet van 22 december 1789 ontstaan uit delen van de provincies Poitou, Touraine en Berry. Het departement was onderdeel van de regio Poitou-Charentes tot dat op 1 januari 2016 werd opgeheven.

## Geografie
Vienne wordt omgeven door de departementen: Haute-Vienne, Charente, Indre-et-Loire, Indre, Maine-et-Loire en Deux-Sèvres.
Vienne bestaat uit drie arrondissementen:
- Châtellerault
- Montmorillon
- Poitiers

Vienne heeft 19 kantons:
- Kantons van Vienne

Vienne heeft 281 gemeenten:
- Lijst van gemeenten in het departement Vienne

## Demografie

### Demografische evolutie sinds 1962
| Naam       | Index 1962 | Index 1968 | Index 1975 | Index 1982 | Index 1990 | Index 1999 | Index 2008 | Index 2019 |
| ---------- | ---------- | ---------- | ---------- | ---------- | ---------- | ---------- | ---------- | ---------- |
| Vienne     | 100,0      | 102,6      | 107,8      | 112,0      | 114,6      | 120,3      | 128,0      | 131,9      |
| Frankrijk* | 100,0      | 107,1      | 113,3      | 117,0      | 121,9      | 126,0      | 133,8      | 140,1      |

| Naam       | Inw./Km² 1962 | Inw./km² 1968 | Inw./km² 1975 | Inw./km² 1982 | Inw./km² 1990 | Inw./km² 1999 | Inw./km² 2008 | Inw./km² 2019 |
| ---------- | ------------- | ------------- | ------------- | ------------- | ------------- | ------------- | ------------- | ------------- |
| Vienne     | 47,4          | 48,7          | 51,1          | 53,1          | 54,4          | 57,1          | 60,7          | 62,7          |
| Frankrijk* | 84,2          | 90,1          | 95,4          | 98,5          | 102,7         | 106,1         | 112,7         | 119,7         |

Frankrijk* = exclusief overzeese gebieden
Bron: Recensement Populaire INSEE - 1962 tot 1999 population sans doubles comptes, nadien Population Municipale
Op 1 januari 2022 had Vienne 438.688 inwoners.

### De 10 grootste gemeenten in het departement
| #  | Gemeente            | Aantal inwoners (2022) |
| -- | ------------------- | ---------------------- |
| 1  | Poitiers            | 89.472                 |
| 2  | Châtellerault       | 31.105                 |
| 3  | Buxerolles          | 10.253                 |
| 4  | Jaunay-Marigny      | 7.597                  |
| 5  | Saint-Benoît        | 7.306                  |
| 6  | Chauvigny           | 7.037                  |
| 7  | Loudun              | 6.791                  |
| 8  | Migné-Auxances      | 6.276                  |
| 9  | Vouneuil-sous-Biard | 6.245                  |
| 10 | Naintré             | 5.954                  |

## Afbeeldingen

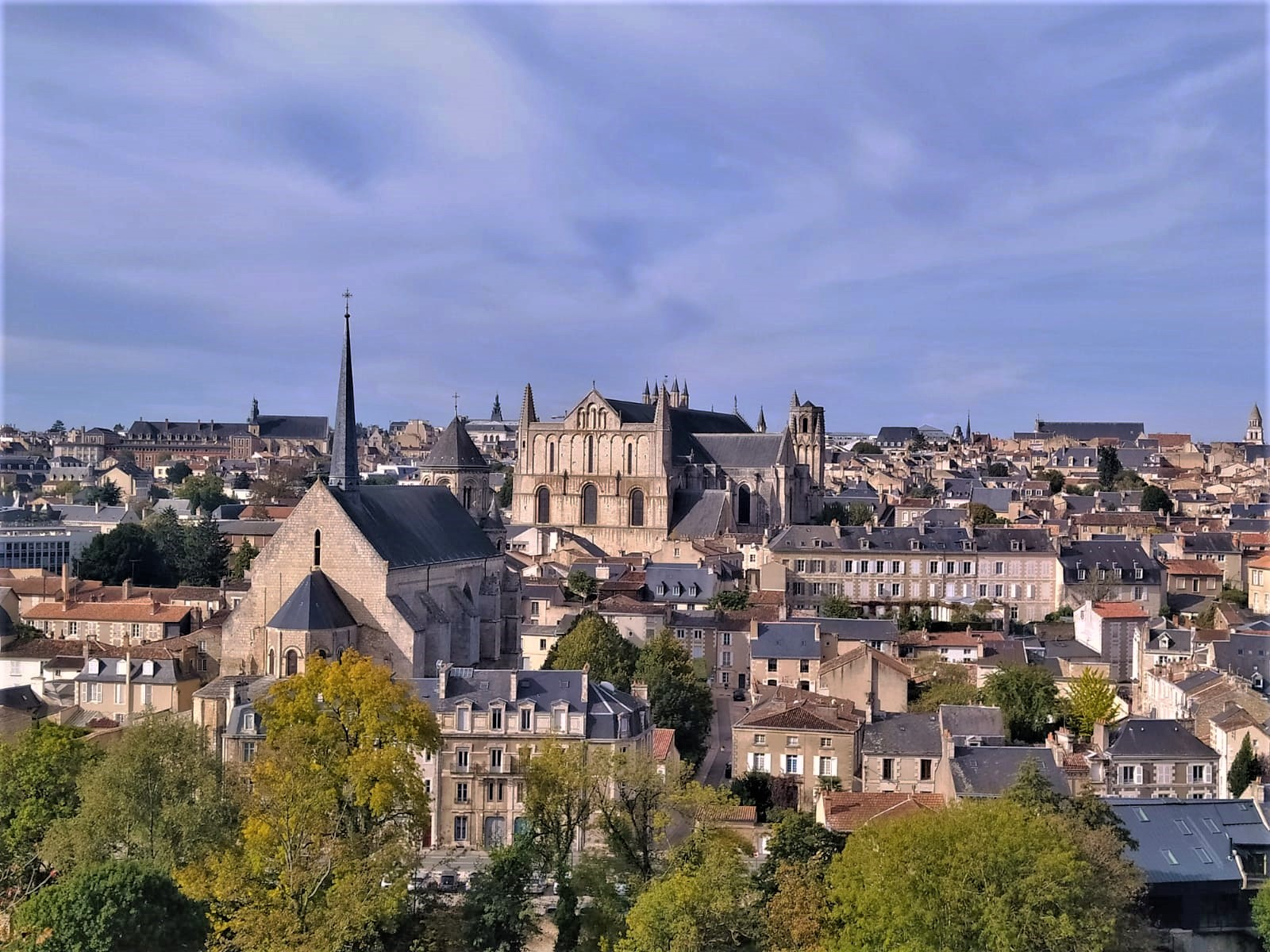
Poitiers
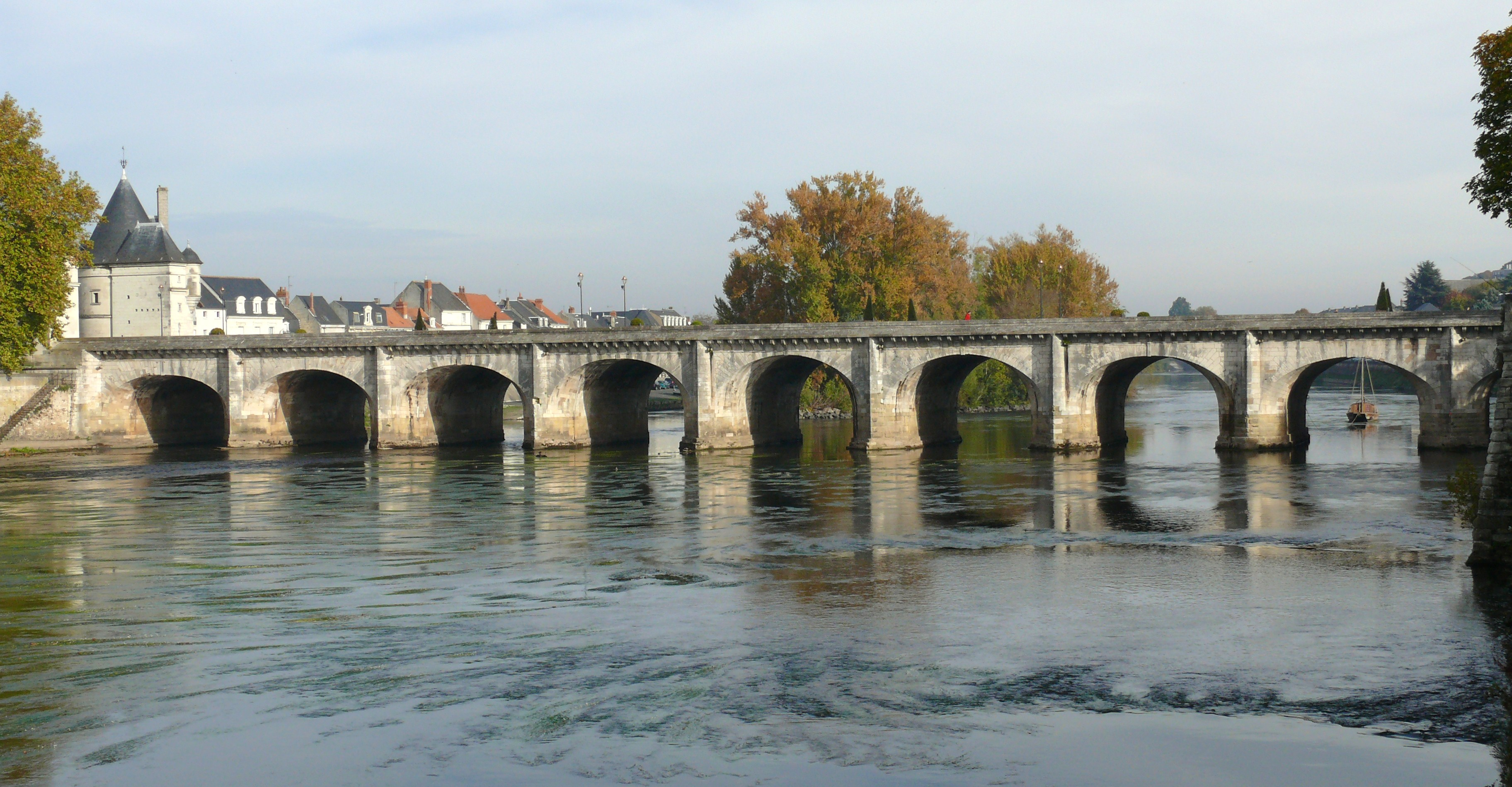
Châtellerault
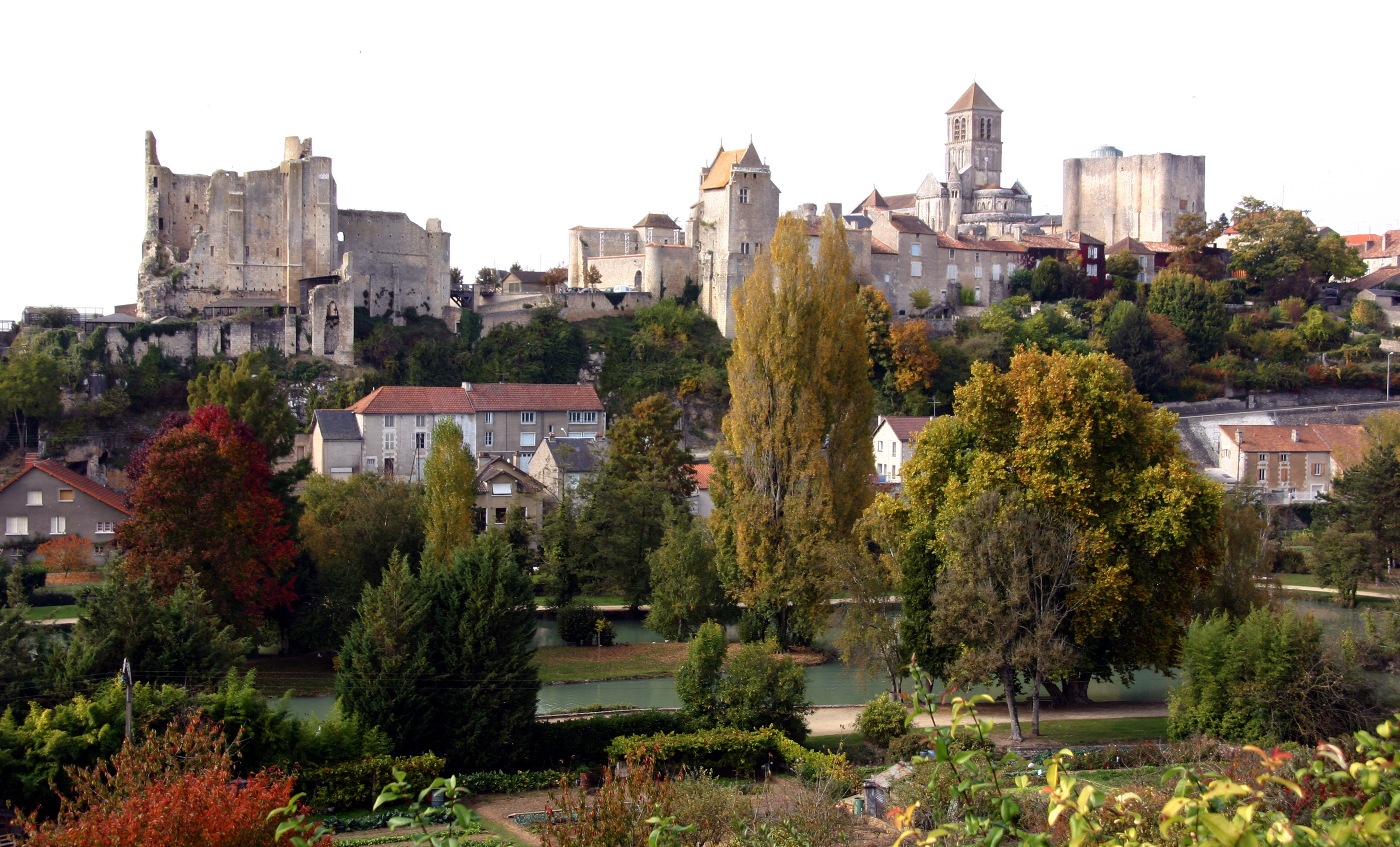
Chauvigny
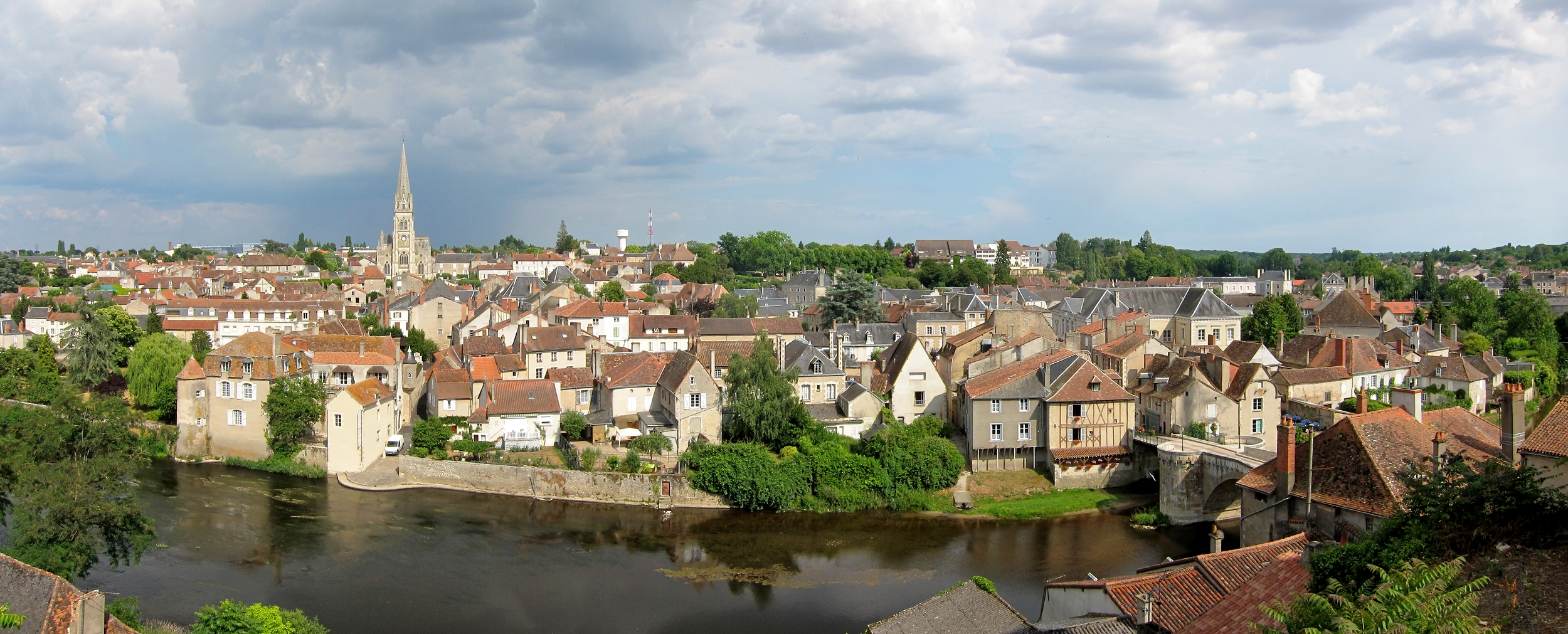
Montmorillon